# Éternelle...
Éternelle... è un album video postumo della cantante italo-francese Dalida, pubblicato il 2 aprile 1996 da PolyGram Video.
Il VHS contiene ventuno video musicali, per una durata di circa un'ora e venti minuti.
È stato realizzato con il medesimo font e la stessa copertina dell'album À ma Manière....
Venne riedito in tre diverse occasioni: in DVD sia nel 1997 che nel 2000 da Universal Pictures con alcune modifiche nelle copertine e nelle tracce e, nel 2004, in un box set con due DVD intitolato Le Coffret Passionnément - Éternelle nel quale venne incluso anche Dalida passionnément nella sua riedizione.

## Tracce
1. Jusqu'au bout du rêve
2. Il venait d'avoir 18 ans
3. Salma ya salama (versione in francese)
4. Pour ne pas vivre seul (live)
5. The Lambeth Walk (versione in inglese)
6. Génération 78
7. Les enfants du Pirée
8. Monday, Tuesday… Laissez-moi danser
9. Fini, la comédie
10. Rio do Brasil
11. Je suis toutes les femmes
12. Tico tico
13. À ma manière
14. Comme disait Mistinguett
15. Danza
16. Besame mucho
17. Je suis malade
18. Il faut danser reggae
19. Gigi l'amoroso
20. Le jour le plus long
21. Avec le temps